# Божественное безумие
«Божественное безумие» (англ. Divine Madness) — концертный фильм Майкла Ритчи, снятый в 1979 году во время четырёх концертов Бетт Мидлер в Pasadena Civic Auditorium, Пасадена, Калифорния.
Полуторачасовой фильм рассказывает о том, как проходит обычный концерт исполнительницы. Она исполняет лучшие джазовые и эстрадные шлягеры, по ходу шоу не забывая шутить в привычной манере, а также рассказывать монологи.
Фильм получил достаточно сдержанные отзывы критиков, как и сопровождавший его концертный альбом Divine Madness, тем не менее Бетт Мидлер получила номинацию на премию «Золотой глобус» в категории «Лучшая женская роль».

## Музыкальные номера
- «Big Noise from Winnetka»
- «Paradise»
- «Shiver Me Timbers»
- «Fire Down Below»
- «Stay With Me»
- «My Mother’s Eyes»
- «Chapel of Love»
- «Boogie Woogie Bugle Boy»
- «Do You Want to Dance»
- «You Can’t Always Get What You Want»
- «I Shall Be Released»
- «E Street Shuffle»
- «Summer (The First Time)»
- «Leader of the Pack»
- «The Rose»

Из-за болезни певицы некоторые песни были перезаписаны позднее в студии. Выступления с песнями «Shiver Me Timbers» и «Rainbow Sleeve» не были добавлены в версию для проката.